# Zwenshambe
Zwenshambe is een dorp in het district North-East in Botswana. De plaats telt 1943 inwoners (2011).